# Лукаут Маунтин (Тенеси)
Лукаут Маунтин (енгл. Lookout Mountain) град је у америчкој савезној држави Тенеси.

## Демографија
По попису из 2010. године број становника је 1.832, што је 168 (-8,4%) становника мање него 2000. године.
| Група             | 2000.         | 2010.         |
| Белци             | 1.931 (96,6%) | 1.761 (96,1%) |
| Афроамериканци    | 42 (2,1%)     | 22 (1,2%)     |
| Азијати           | 10 (0,5%)     | 16 (0,9%)     |
| Хиспаноамериканци | 8 (0,4%)      | 12 (0,7%)     |
| Укупно            | 2.000         | 1.832         |